# Focus (映画)
『［Focus］』（フォーカス）は、1996年10月12日に公開された日本映画。井坂聡監督の劇場映画デビュー作である。題名の正しい表記は［Focus］である。主演は浅野忠信と白井晃。

## あらすじ
テレビのディレクター岩井は、盗聴マニアの青年、金村の取材を開始する。彼らは盗聴器を搭載した金村の車に乗り、街を走っていたが、たまたま暴力団の拳銃の受け渡しの電話の声をとらえてしまう。

## キャスト
- 金村：浅野忠信
- 岩井：白井晃
- 中山容子：海野けい子
- カメラマン：佐野哲郎
- バスの中の中年男：鈴木一功
- 中学生：高田端紀

## スタッフ
- 企画：原正人、黒井和男
- プロデューサー：赤井淳司、莟宣次
- ライン・プロデューサー：大里俊博、冨永理生子
- 脚本：新和男　（※ さっぽろ映像セミナー 受講シナリオ）
- 監督・編集：井坂聡
- 撮影・照明：佐野哲郎
- 録音：今井善孝
- 美術：丸尾知行
- 音楽：水出浩
- 製作協力：バズ・カンパニー
- 特別協力：ケイエスエス

## 受賞
- 第18回ヨコハマ映画祭主演男優賞 : 浅野忠信
- ベルリン映画祭ベルリナー・ツァイトゥンク読者賞、同・NETPAC賞
- 第20回日本アカデミー賞話題賞 : 浅野忠信
- 第51回毎日映画コンクールスポニチグランプリ新人賞 : 井坂聡
- 日本映画技術特別賞受賞 : 佐野哲郎
- 第6回日本映画プロフェッショナル大賞主演男優賞 ︰ 浅野忠信